# 豺狼座V407
豺狼座V407（V407 Lupi），或稱為ASASSN-16kt，是在天球上位於豺狼座的一顆新星。該天體由全天自動超新星搜索項目發現，於2016年9月下旬亮度最高，視星等達到5.6。